# István Szabó (physicien)
Pour les articles homonymes, voir Szabó et István Szabó (homonymie).
István Szabó (né le 13 décembre 1906 à Orosháza, Hongrie et décédé le 21 janvier 1980 à Berlin-Ouest) était un ingénieur et mathématicien allemand d'origine hongroise.
De 1948 à 1975, il occupait la chaire de mécanique à l'université de Berlin. Ses livres Introduction à la mécanique technique et Mécanique technique supérieure sont considérés comme des classiques de la littérature technique.
István Szabó s'est également intéressé à l'histoire de la technique. Lors de ses conférences à propos de la mécanique technique, il insistait toujours sur l'évolution continuelle de cette science depuis l'Antiquité jusqu'à nos jours.